# Kamczybek Taszijew
Kamczybek Kydyrszajewicz Taszijew (kirg. Камчыбек Кыдыршаевич Ташиев, ur. 27 września 1968 w Barpy) – kirgiski polityk, minister ds. sytuacji nadzwyczajnych w latach 2007–2009, przewodniczący partii Ata Dżurt od 2010 do 2013.

## Życiorys
Kamczybek Taszijew urodził się w 1968 w rejonie Suzak w obwodzie dżalalabdzkim w ówczesnej Kirgiskiej SRR. Ukończył studia na Wydziale Inżynierii Chemicznej Tomskiego Uniwersytetu Politechnicznego w Tomsku oraz prawo na Państwowym Kirgiskim Uniwersytecie Narodowym w Biszkeku. W latach 1987–1989 odbywał służbę wojskową w Armii Czerwonej. Jest żonaty, ma pięcioro dzieci.
W latach 1993–1998 był dyrektorem przedsiębiorstwa rolniczego, w latach 1998–2000 dyrektorem spółki handlowej, a od 2000 do 2002 prezesem zarządu spółdzielni rolniczej. Od 2002 do 2003 pełnił funkcję zastępcy szefa sztabu w Kancelarii Premiera. W latach 2003–2005 zasiadał we władzach miejskich Biszkeku, był jednym z burmistrzów jego dzielnic. W 2005 został deputowanym do Rady Najwyższej. Stanął na czele parlamentarnej Komisji ds. Paliw, Energetyki i Zasobów Wodnych. W latach 2007–2009 zajmował stanowisko ministra ds. sytuacji nadzwyczajnych
Po obaleniu prezydenta Kurmanbeka Bakijewa, jako lider partii poprowadził Ata Żurt do zwycięstwa w wyborach parlamentarnych 10 października 2010. W czasie kampanii zapowiadał konieczność powrotu do prezydenckiego systemu rządów i rewizję konstytucji przyjętej w referendum w czerwcu 2010.
Wziął udział w wyborach prezydenckich 30 października 2011, w których z wynikiem 14,31% głosów poparcia zajął trzecie miejsce. 18 lipca 2017 roku, decyzją XI zjazdu partii Ata Dżurt, wybrany jednogłośnie na jej kandydata w wyborach prezydenckich w 2017 roku. Oficjalna rejestracja w Centralnej Komisji Wyborczej miała miejsce 21 lipca. 25 września ogłosił decyzję o wycofaniu się z wyborów i udzieleniu poparcia Dżeenbekowi.
W wyborach parlamentarnych w 2020 startował z pierwszego miejsca z listy Mekencził. 16 października 2020 został mianowany przewodniczącym Państwowego Komitetu Bezpieczeństwa Narodowego. 